# Georges Sadoul
Georges Sadoul (Nancy, 4 febbraio 1904 – Parigi, 13 ottobre 1967) è stato uno storico del cinema e critico cinematografico francese.

## Biografia
Intellettuale di sinistra, in gioventù si divide tra la passione per il movimento surrealista e l'adesione al partito comunista. 
Critico militante, sostiene con fervore l'importanza di un cinema attento ai problemi della società. Dalla metà degli anni trenta si dedica a un progetto di storia del cinema universale che vede la luce solo nel 1964 con il titolo Storia del cinema mondiale dalle origini ai nostri giorni.
Profondo conoscitore del grande schermo e dei suoi meccanismi comunicativi, sintetizza i suoi intenti didascalico-pedagogici nel volume Histoire d'un art: le cinèma (Storia di un'arte: il cinema), del 1949, un manuale di tecnica ed economia cinematografica, varie monografie e due dizionari sulle pellicole e i registi di particolare rilevanza nel cinema mondiale.
Fonderà a Zagabria presso la Zagreb Film la "Zagrebačka škola crtanog filma" (La scuola zagabrese del film d'animazione).
Nel 1977, dieci anni dopo la sua morte, sull'Isola d'Ischia nasce il Circolo Culturale "Georges Sadoul".

## Eredità culturale
Nell'estate del 2024 Marcos Uzal, quale redattore capo di Cahiers du cinéma, dopo essersi domandato chi mai legga ancora Georges Sadoul, autore della Storia del cinema mondiale iniziata a scrivere dal 1946, fondamentale per tutta una generazione, invita a rileggerlo e studiarlo, alleggerendolo di eccessi e lacune legati al tempo in cui visse. Rileggere Sadoul è necessario, continua Uzal, per la sua scrittura viva, dove il racconto storico va di pari passo con lo sguardo critico, a volte lirico, spesso veemente.